# Maji Desu ka Ska!
Maji Desu ka Ska! (まじですかスカ！ Majidesu ka suka!?, ¡En serio lo es o ska!) es el sencillo nº45 del grupo de pop japonés Morning Musume. La fecha de lanzamiento para este sencillo era el 23 de marzo de 2011, pero por el Terremoto de Japón del mismo mes, se pospuso para el 6 de abril. Las canciones que vienen con este sencillo han sido compuestas y escritas por Tsunku. Se lanzó en 4 ediciones (A,B,C y D).
El sencillo fue lanzado bajo el sello de Zetima. Este el es single debut de la novena generación compuesto por Mizuki Fukumura, Erina Ikuta, Kanon Suzuki, y Riho Sayashi, e igual es el primer Sencillo desde AS FOR ONE DAY sin Eri Kamei, la primera desde Kanashimi Twilight sin Junjun, y Linlin.

## Lista de canciones

### CD
- Maji Desu ka Ska! (まじですかスカ！)
- Motto Aishite Hoshiino(もっと愛してほしいの)
- Maji Desu ka Ska! (instrumental)

### Edición Limitada A (DVD)
- Maji Desu ka Ska! (Close-up Ver. type 1)
- Morning Musume 9ki Member Fukumura Mizuki Interview (モーニング娘。9期メンバー 譜久村聖インタビュー)

### Edición Limitada B (DVD)
- Maji Desu ka Ska! (Dance Shot Ver. type 1)
- Morning Musume 9ki Member Ikuta Erina Interview (モーニング娘。9期メンバー 生田衣梨奈インタビュー)

### Edición Limitada C (DVD)
- Maji Desu ka Ska! (Close-up Ver. type 2)
- Morning Musume 9ki Member Sayashi Riho Interview (モーニング娘。9期メンバー 鞘師里保インタビュー)

### Edición Limitada D (DVD)
- Maji Desu ka Ska! (Dance Shot Ver. type 2)
- Morning Musume 9ki Member Suzuki Kanon Interview (モーニング娘。9期メンバー 鈴木香音インタビュー)

### Event V
- Maji Desu ka Ska! (Takahashi Ai Solo Close-up Ver.)
- Maji Desu ka Ska! (Niigaki Risa Solo Close-up Ver.)
- Maji Desu ka Ska! (Michishige Sayumi Solo Close-up Ver.)
- Maji Desu ka Ska! (Tanaka Reina Solo Close-up Ver.)
- Maji Desu ka Ska! (Mitsui Aika Solo Close-up Ver.)
- Maji Desu ka Ska! (Fukumura Mizuki Solo Close-up ver.)
- Maji Desu ka Ska! (Ikuta Erina Solo Close-up Ver.)
- Maji Desu ka Ska! (Sayashi Riho Solo Close-up Ver.)
- Maji Desu ka Ska! (Suzuki Kanon Solo Close-up Ver.)

## Miembros presentes
- 5ª Generación: Ai Takahashi, Risa Niigaki
- 6ª Generación: Sayumi Michishige, Reina Tanaka
- 8ª Generación: Aika Mitsui
- 9ª Generación (Debut): Mizuki Fukumura, Erina Ikuta, Riho Sayashi, Kanon Suzuki